# Yossi Cohen
Yosef Meir (Yossi) Cohen (en hébreu: יוסי מאיר כהן), né le 10 septembre 1961 à Jérusalem, est le Ramsad, directeur du Mossad, de janvier 2016 à juin 2021.

## Biographie
Son père Léo Cohen, dont la famille était installée à Jérusalem sous l'Empire ottoman, puis sous les Britanniques et finalement en Israël depuis 7 générations, était un vétéran de l'Irgoun, l'une des organisations clandestines paramilitaires sionistes en Palestine avant l’établissement de l’État d’Israël. Sa mère originaire de Hébron, était institutrice.
Yossi Cohen a fait sa scolarité dans une école religieuse, la yeshiva Or Etzion (en), sous l'autorité du rabbin Rabbi Haim Drukman. Il était dans les parachutistes pendant son service militaire. Il a été recruté dans le Mossad à l'âge de 22 ans en 1983, où il a commencé à servir comme officier de terrain sous le nom de code de «Callan». En 2004, le directeur du Mossad Meïr Dagan l'a nommé chef des opérations iraniennes. À partir de 2006, il a été agent opérationnel dans la division « Tsomet », où il est chargé de recruter et de gérer des informateurs. Ce qu'il a réussi notamment parmi des membres du Hezbollah et du Corps des gardiens de la révolution islamique. Entre 2011 et 2013, il était sous-directeur de l'agence alors dirigée par Tamir Pardo, il était alors connu sous le pseudonyme de « Y ». Il a gagné pour des raisons classifiées le Prix de la défense d'Israël, la plus haute distinction du Mossad. Entre 2013 et 2016, il était conseiller en sécurité du premier ministre. Ses rapports avec Benyamin Netanyahou à l'époque lui vaudront des soupçons de corruption, démenties par l'intéressé. Il postule pour prendre la direction du Mossad et en est élu le directeur face à deux autres candidats et après trois entretiens. Sa désignation par le premier ministre de l’État d'Israël Benyamin Netanyahou est annoncée en décembre 2015.

### Action à la tête du Mossad
Sa nomination suivant celle de Roni Alsheikh (en) comme nouveau préfet général de police, en juin 2019, est interprétée comme un renforcement de l'influence des nationalistes religieux partisans dans les organes sécuritaires d'Israël. Son mandat lui a été confié avec comme priorités le programme nucléaire iranien et les liens avec les États arabes.

#### Ses relations avec l'Iran
À la suite des incidents dans le golfe d'Oman en mai et juin 2019, il considère que l'Iran en est en partie responsable : « Je peux vous assurer, selon nos sources et les meilleures sources occidentales, que l'Iran est derrière les récentes attaques dans le Golfe ». Parmi les personnalités iraniennes visées par ses services figurait Qassem Soleimani : « Il sait très bien que son assassinat n’est pas impossible. Ses actions sont identifiées et ressenties partout… Il est indubitable que l’infrastructure qu’il construit pose un grave défi à Israël », avait déclaré Yossi Cohen en octobre 2019. Or le major-général du Corps des gardiens de la révolution islamique, qui avait déjà échappé à un assassinat commandité par le Mossad en 2008, est tué le 3 janvier 2020 par une attaque de militaires américains.
L'une de ses actions remarquées à la tête du Mossad a consisté à récupérer des renseignements au sujet du nucléaire iranien, grâce à une mission menée à Téhéran, en janvier 2018.
Il accompagne en novembre 2020 Benyamin Netanyahou lors de son voyage en Arabie saoudite afin d'y rencontrer le prince héritier Mohammed ben Salmane. La rencontre est interprétée comme un message à l'adresse de Joe Biden, le président élu des États-Unis, afin de l'inciter à maintenir une « ligne dure » contre l'Iran.

#### Son rôle durant la pandémie
Lors de la pandémie de Covid-19, Yossi Cohen a été chargé de mettre les ressources du Mossad au service de la crise sanitaire en Israël, notamment dans la coordination de l’achat de matériel médical à l’étranger,. Dans le cadre de sa fonction et de la proximité qu'il avait avec le ministre de la santé Yaakov Litzman, porteur du coronavirus, il a dû se faire tester: un test révélé négatif le 2 avril.

#### Tentatives d'intimidation envers la Cour pénale internationale
Le 28 mai 2024, le journal britannique The Guardian révèle qu'il a mené une opération entre 2017 et 2021 dirigée contre Fatou Bensouda, procureure générale de la Cour pénale internationale. Selon de multiples témoignages, il a approché Fatou Bensouda en lui adressant des menaces sur sa sécurité et celle de ses proches, afin qu'elle abandonne les enquêtes sur les crimes de guerre en Palestine. Son prédécesseur, Tamir Pardo, a publiquement désavoué ces pratiques, qu'il rapproche de celles de la Cosa Nostra. Un journaliste israélien a témoigné avoir été menacé par des hauts gradés de la sécurité s'il rendait publiques ces tentatives d'intimidation de la CPI par le directeur du Mossad.

### Après avoir quitté le Mossad
Il quitte le Mossad à la fin de son mandat début juin 2021 et peu après il n'exclut pas dans un entretien diffusé à la télévision que son agence avait pu faire exploser l’installation souterraine de centrifugation de Natanz en Iran et a confirmé que Mohsen Fakhrizadeh, le principal scientifique nucléaire iranien assassiné, était dans la ligne de mire du Mossad depuis des années. De plus, il n'a pas exclu de chercher à devenir Premier ministre, même si ce n'était pas son ambition présente.

### Vie personnelle
Yossi Cohen parle couramment l’hébreu, l'arabe, l'anglais et le français, et est coureur de marathon. Il est surnommé « HaDougman » (« הדוגמן », soit « le modèle » en hébreu ) en raison de son physique avantageux,. Il est considéré comme hautement intelligent. Il est décrit comme très sociable, dégageant charme, charisme et confiance en soi. Il est extrêmement méticuleux quant à son apparence et à sa nutrition.
Il a cinq enfants, l'un d'entre eux était officier dans les renseignements militaires de l'unité 8200 malgré une infirmité motrice cérébrale, ainsi qu'une petite-fille. En tant que chef du Mossad, Cohen a embauché des dizaines de personnes handicapées pour divers postes.

## Déclarations
En 2019 : « Tout récemment, le rétablissement de relations officielles avec Oman a été annoncé ainsi que la mise en place d’un bureau de représentation du ministère (israélien) des Affaires étrangères dans ce pays ».